# 局アナバトルROUND3
局アナバトルROUND3（きょくアナバトル ラウンド スリー）は、2004年4月9日 - 2006年6月30日に放送された中国・四国地方のJFN系列の民間FM放送局8社共同制作・ネットのラジオ番組である。共同制作の形ではあるが、広島エフエム放送を発局（キー・ステーション）としており、各局のパーソナリティがそれぞれの局から出演していた。
この番組は同時ネット生放送でWebとの連動で放送された。毎月テーマ（大半は食べ物関係）を決めて、中四国から2つの放送局がWebの動画と番組のオンエアーでバトルするという内容だった。

## 放送時間
- 毎週金曜日21:00 - 21:30（JST）

## 総合司会
- 永松ケンシ

## 各局のパーソナリティ
- 山陰 - 今岡弘義、益村千代、南さやか
- 岡山 - 牛嶋俊明、片山美紀
- 広島 - 池田桂子、磯貝修也、清野茂樹、柴田直子、中川真由美、山口雅美、渡部裕之
- 山口 - 鈴木晶久、井村由美子
- 徳島 - 桑原千恵、滝水瞳、森裕子
- 香川 - 井川達雄、柏原里砂、棚原まどか、藤澤翼
- 愛媛 - 井坂彰、窪田ゆうこ、熊本フミ、関千里、高橋真実子、吉見真紀子
- 高知 - 伊藤実沙子、大前聖子、永木佳子

※番組の題名に「局アナ」とはつくが、パーソナリティが必ずしもその放送局のアナウンサー（社員）であるとは限らない。また、多く御出演者が同じ金曜日に出演番組を持っていた。

## 備考
- 2005年9月9日放送分ではFM山口アナウンサーの鈴木晶久が永松ケンシの代わりに司会を担当した。
- この番組の終了をもって『COUNTDOWN RADIO WEST』以来続いてきた、広島発⇒中国・四国地方のJFN系列県域民間FM放送局8社全局をネットする番組は終止符を打った。
- 逆に民間中波放送局では2005年秋以降『中四国ライブネット』という中国・四国地方の全局をネットする番組が登場している。『COUNTDOWN RADIO WEST』や当番組と違い、発局（キー・ステーション）は各局持ち回り。

## 各局後番組
- 山陰 - ORANGE RANGE ラジオ〜コンタクト（枠移動）
- 岡山 / 香川 - 河口恭吾 近くの公園で
- 広島 - HOME MADE 家族のRADIOCATION
- 山口 - BoA Beat It BoA's World
- 徳島 - レオンのラジオ「レオラジ4×4」
- 愛媛 - We Love Beach Soccer
- 高知 - PULSE OF THE WORLD